# Ams-Osram
Die Ams-Osram AG (Eigenschreibweise: ams-OSRAM AG) ist ein österreichischer Halbleiterhersteller mit Hauptsitz in Premstätten in der Steiermark und einem Co-Hauptsitz in München. Das Unternehmen entwickelt und produziert intelligente Sensoren und Emitter-Komponenten.
Im Jahr 2020 übernahm die ams AG den deutschen Licht-, LED- und Opto-Semiconductor-Hersteller OSRAM. Seitdem firmiert das Unternehmen unter dem Namen ams OSRAM.
Das Portfolio von ams OSRAM umfasst Lichtemitter, Sensoren und CMOS-ICs mit integrierten Softwarelösungen, ergänzt durch Lichtsysteme und Speziallampen. Mit ihrer Produktion bedient die ams OSRAM AG in erster Linie die Endmärkte Automotive, Industrie und Medizintechnik sowie ausgewählte Märkte im Bereich der Consumer Electronics.

## Geschäftsfelder

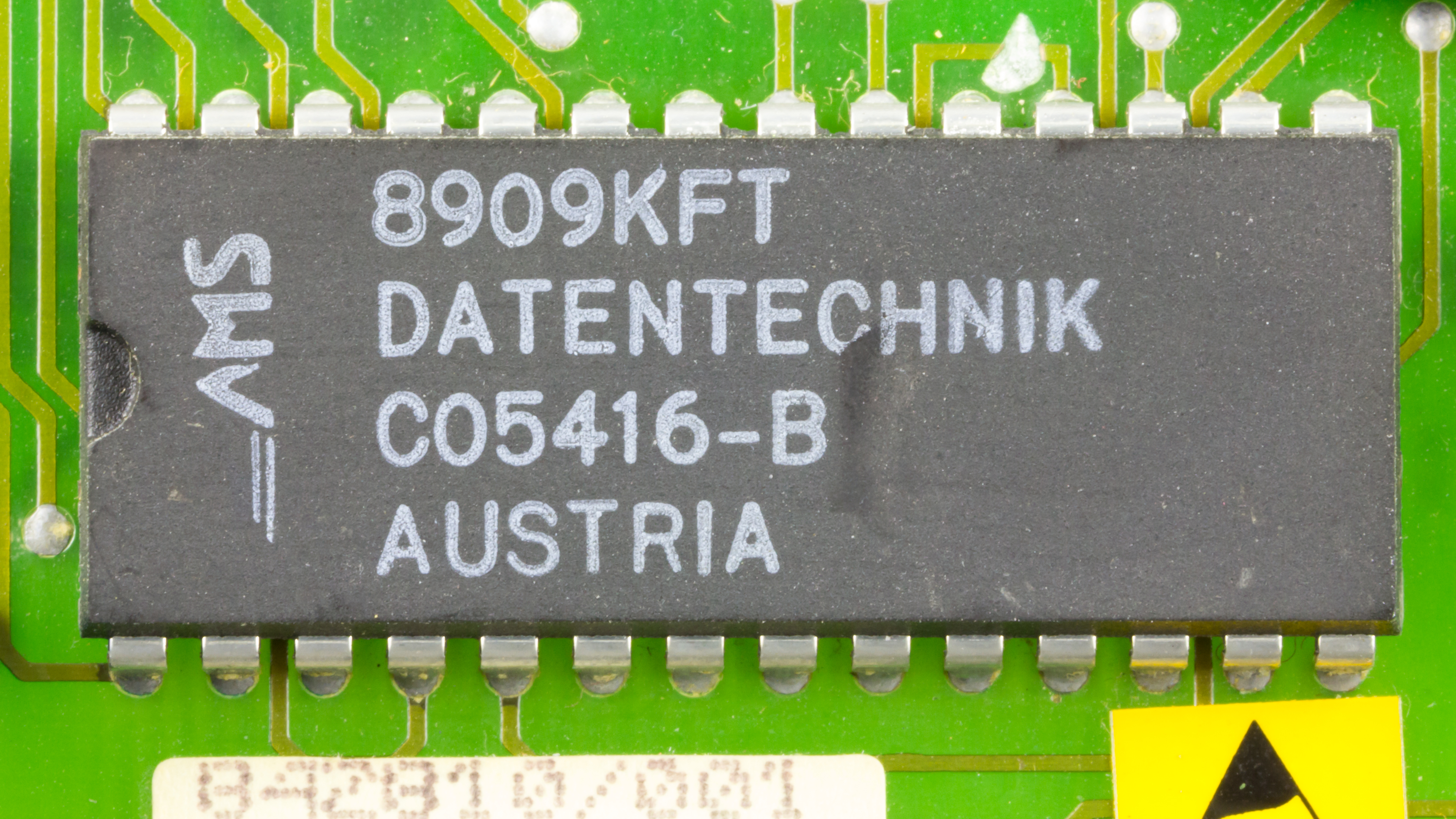
Integrierte Schaltung aus dem Jahr 1989 von AMS auf einem DOV-Board

Die Geschäftstätigkeit des Unternehmens fokussiert sich seit der Übernahme von Osram auf Licht- und Sensorlösungen und gliedert sich in die zwei Segmente Halbleiter, mit den Business Units Opto Semiconductors (OS) und CMOS Sensors & ASICs (CSA) sowie Lampen & Systeme (L&S) mit Speziallampen und Produkten für die Autoindustrie.

### Halbleiter
Das Segment „Halbleiter“ beinhaltet halbeiterbasierte Produkte und Lösungen. Hierzu zählen Komponenten wie LEDs, Laser, Sensoren und CMOS-ICs mit integrierter Software. Der Halbleiterbereich von ams OSRAM beliefert hauptsächlich Distributoren und OEMs, die Produkte für die Automobil-, Industrie-, Medizin- und Konsumgüterbranche herstellen.
Die Business Unit „Opto Semiconductors“ (OS) umfasst Produkte für Anwendungen u. a. in den Bereichen:
- dynamische Automobilbeleuchtung
- Laserdioden für LiDAR
- LED-Innenraum- und Umgebungsbeleuchtung
- Beleuchtungssysteme für Gewächshäuser
- Industrielle und Außenbeleuchtung

Die Produkte der Business Unit „CMOS Sensors & ASICS“ (CSA) ermöglichen Anwendungen u. a. in den Bereichen:
- In-Cabin Sensing für
- 3D Sensorik
- Medizinische Bildgebung (z. B. Photonenzählung für Röntgenaufnahmen)
- Spezialisierte Lösungen für tragbare Geräte wie Mobiltelefone und Tablets (z. B. Display-Management mit Lichtsensorik oder Kameraverbesserungen)

### Lampen & Systeme
Das Segment „Lampen & Systeme“ (L&S) beinhaltet Lampen- und Beleuchtungssysteme mit dem Fokus auf die Endmärkte Automotive und Industrie. In diesem Segment beliefert ams OSRAM sowohl Erstausrüster (OEMs) als auch Kunden im Nachrüstmarkt (z. B. Einzelhändler) sowie Distributoren, die die Produkte an diese Kundengruppen weitertreiben. Das Geschäft von L&S umfasst:
- Halogen- und Xenonlampen
- Signallampen für Fahrzeuge
- LED-basierte Lampen und Module
- Nachrüstbare Beleuchtungssysteme[5]

## Geschichte

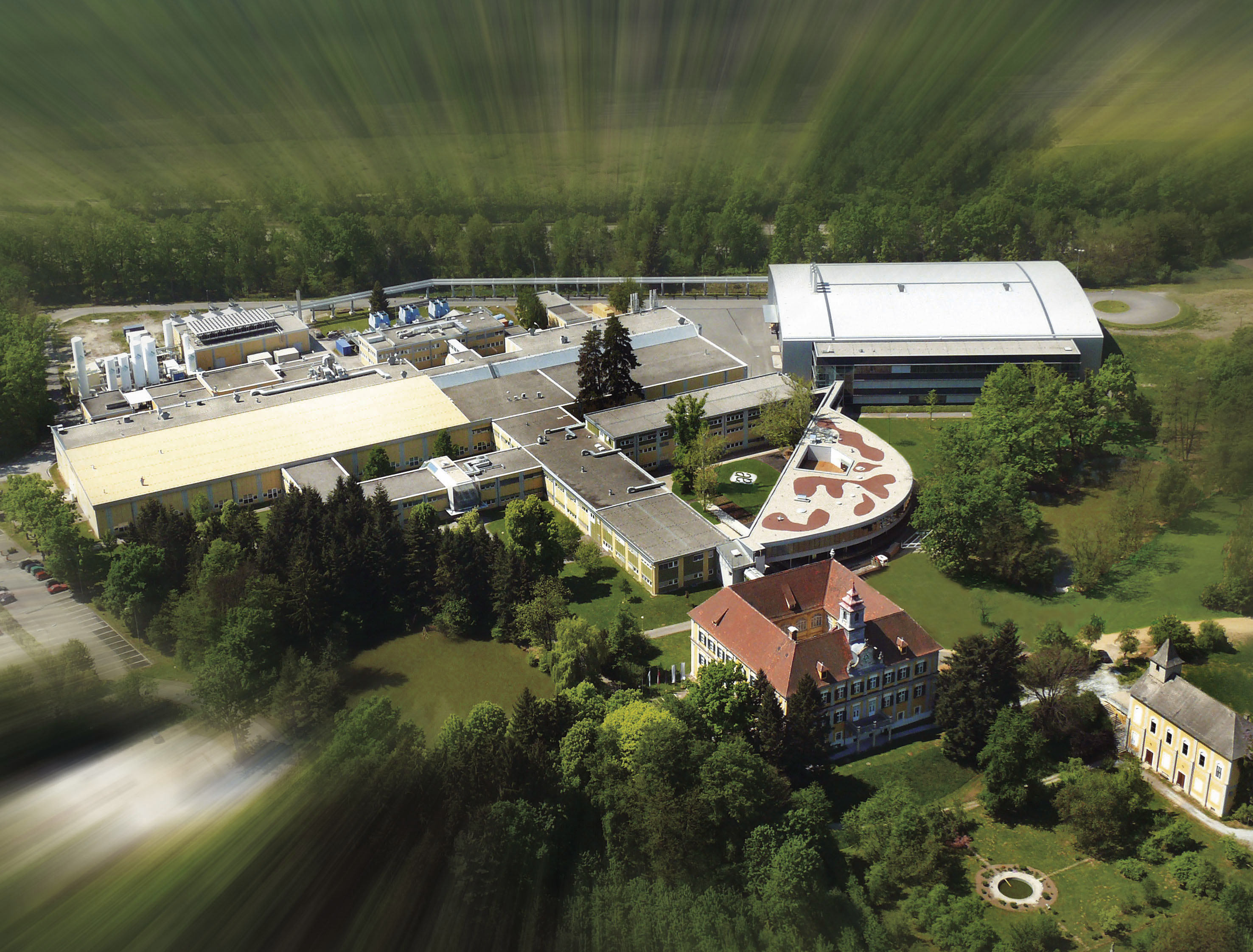
Austriamicrosystems-Hauptquartier

Logo bis Mai 2012

Dieser Abschnitt behandelt die Geschichte der ams AG. Zur Geschichte von Osram siehe Osram#Geschichte

### 1978–2000
Ende der 1970er Jahre suchte die voestalpine AG nach geeigneten Branchen, um die eigene Produkt- und Dienstleistungs-Palette zu erweitern. Man entschied sich letztlich für die Halbleiterindustrie. Im Zuge der Gegengeschäftsanbahnung durch die Wirtschaftskammer Österreich entstand bei der Suche nach einem Gemeinschaftsunternehmen für die voestalpine AG die erste Verbindung mit American Micro Systems (AMI).
1981 wurde ein Gemeinschaftsunternehmen (Joint Venture), die American Micro Systems Incorporated-Austria GmbH (AMI-A), bei der AMI mit 51 % und die voestalpine mit 49 % beteiligt waren, gegründet. Bei der Standortsuche entschied man für das Schloss Premstätten in der damaligen Gemeinde Unterpremstätten. In Folge wurde das erste österreichische Halbleiterwerk errichtet, ebenso wurde mit dem Aufbau einer Verkaufsniederlassung für ROMs und Standardkomponenten in Europa begonnen.
1983 fand dann die offizielle Eröffnung des 100-mm-Wafer-Halbleiterwerks durch Bundeskanzler Fred Sinowatz statt, wo die Produktion mit anfangs 300 Mitarbeitern begann.
Das Unternehmen wechselte 1987 vollständig in den Besitz der Voestalpine AG, und im September desselben Jahres wurde die damalige AMI-A (American Micro Systems Incorporated-Austria GmbH) in AMS (Austria Mikro Systeme International GmbH) umbenannt. Weitere Vertriebsniederlassungen in Kalifornien und Deutschland wurden gegründet.
1991 war AMS „Expertronics“ zufolge eines der 25 am schnellsten wachsenden Unternehmen in Europa, 1992 wurde AMS zur „Top Fab of 1992“ (Quelle: Semiconductor International USA) gewählt. Im Juni 1993 wagte AMS als erstes Halbleiterunternehmen in Europa den Schritt an die Börse und wurde an der Wiener Börse gelistet.
1996 entschloss sich AMS, sich auf neue Märkte auszudehnen, und so entstand die erste Vertriebsstelle in Asien. Das Unternehmen wurde nach ISO 14001:1996 und EMAS (EU-Standard für Umweltmanagement) zertifiziert.
1997 erzielte AMS erste Erfolge im Bereich der „Deep-Submicron“-Technologie (Strukturbreiten kleiner als 0,5 µm).
Die Weltraummission „Deep Space 2“ der NASA zum Mars hob 1998 mit der Hilfe der AMS ab. Zwei Chips wurden gemeinsam mit dem Flugzeugbauer Boeing entwickelt und waren für die gesamte Energieversorgung der Raumsonde zuständig. Das Unternehmen erhielt die Zertifizierung gemäß den Qualitätsstandards der amerikanischen und deutschen Autoindustrie QS 9000 bzw. VDA 6.1.
2000 wurde der Grundstein für die neue 200-mm-Wafer-Fertigungslinie gelegt. Durch den Mehrheitsaktionär Permira verließ AMS die Börse und durchlebte auch eine Namensänderung in austriamicrosystems AG.

### 2001–2010

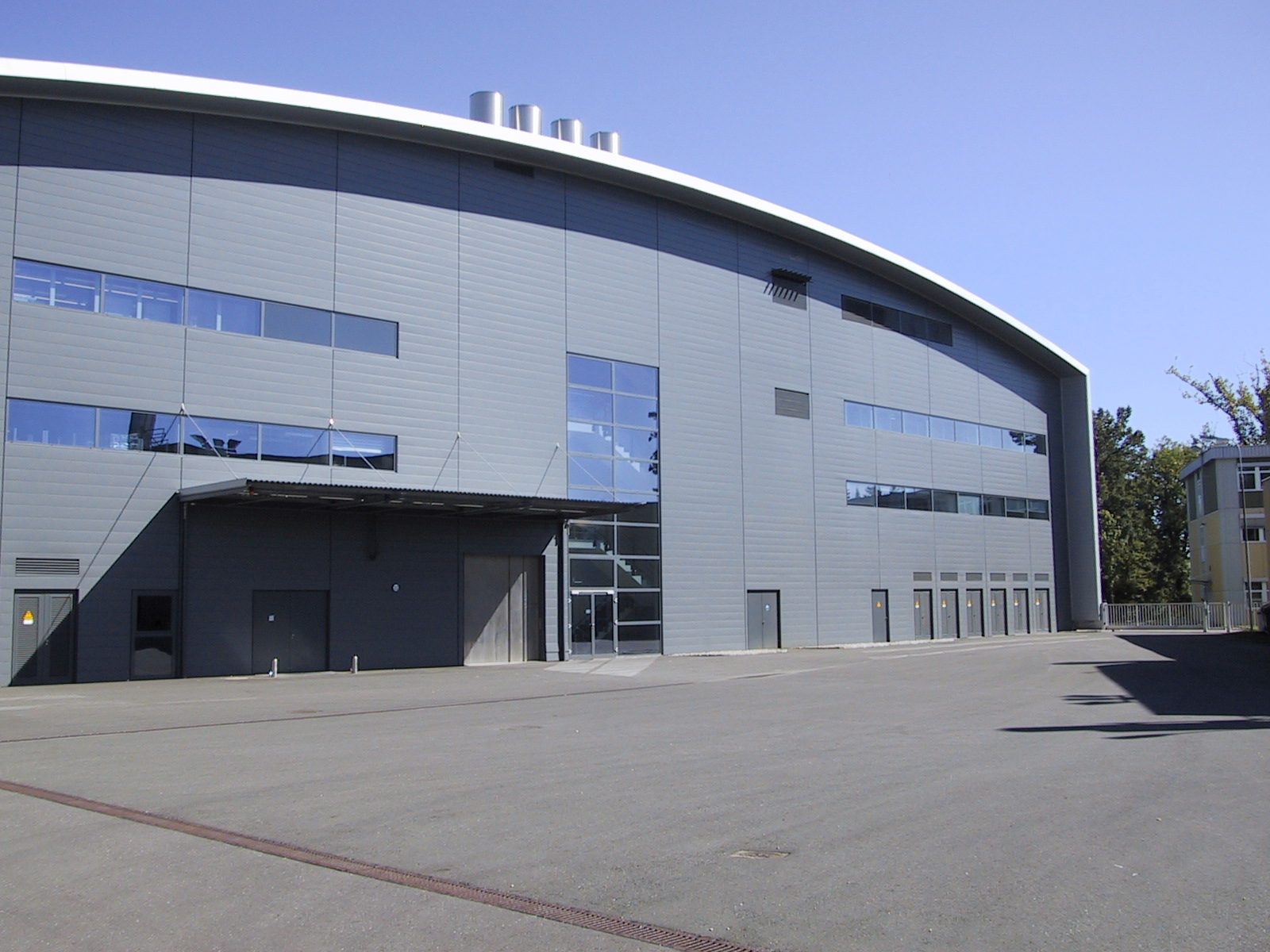
Gebäude der 200-mm-Wafer-Fertigungslinie

Der Probebetrieb der neuen Fertigungslinie auf 200-mm-Wafern begann im neuen Jahrtausend, gleichzeitig wurde ein Lizenzabkommen mit TSMC, dem weltweit größten IC-Auftragsfertiger, getroffen. Nach erfolgreichem Probebetrieb startet 2002 die Serienfertigung im neuen 200-mm-Wafer-Halbleiterwerk. 2002 wurde auch eine Verkaufsniederlassung in Singapur eröffnet sowie eine Erweiterung der Niederlassungen in Hong Kong, Japan und den Vereinigten Staaten vorgenommen.
2003 wurde austriamicrosystems als einziger europäischer Halbleiterproduzent von Silicon Strategies in die Top-Ten-Liste der Halbleiterauftragsfertiger (Foundry) eingereiht. austriamicrosystems führte ihre Expansionspolitik mit neuen Verkaufsniederlassungen in Südkorea, China (Suzhou), Finnland und Schweden weiter. Zusätzlich wurde in Bangalore, Indien, ein Design-Center für Multimedia-Playback-Applikationen eröffnet.
2004 gelang austriamicrosystems der Börsengang an die SWX Swiss Exchange (heute SIX) in Zürich. Sie ist hier seit 17. Mai 2014 (Ticker: AMS) gelistet.
2005 wurden die Standardprodukte wie auch die Kapazität der Fertigung auf 200-mm-Wafern ausgeweitet, um die geschlossene Fertigung auf 100-mm-Wafern zu ersetzen.
2006 wurde ein Prüfzentrum auf den Philippinen errichtet, und in Indien entstand ein Entwicklungszentrum. Zudem wurde die Fertigungslinie mit 200-mm-Wafern ausgebaut. Im selben Jahr konnte austriamicrosystems AG ihr 25-jähriges Bestehen feiern.
2007 wagte sich austriamicrosystems durch die Partnerschaft mit Mikromotorenhersteller New Scale Technologies in neue Geschäftsfelder vor. In diesem Jahr eröffnete auch das neue Kafeteria-&-Konferenz-Zentrum, geplant von Architekt Reinhold Tinchon.
Auch austriamicrosystems spürte 2008 und 2009 die Wirtschaftskrise und musste einen Teil seiner Belegschaft in Kurzarbeit schicken. Dank einer sich schnell verbessernden Auftragslage erholte sich das Unternehmen binnen kürzester Zeit wieder, und die Kurzarbeit konnte zu einem großen Teil wieder eingestellt werden. Im selben Zeitraum trat austriamicrosystems dem UN Global Compact bei, um die CO₂-Emissionen zu reduzieren und mittelfristig CO2-frei zu produzieren. 2010 wurde mit 209,4 Mio. Euro ein Rekordumsatz erwirtschaftet.

### 2011 bis 2018
2011 gab austriamicrosystems den Erwerb von 100 % der Anteile am US-Unternehmen Texas Advanced Optoelectronic Solutions, Inc. (TAOS), Plano, Texas (USA) bekannt. Der Kaufpreis der zu erwerbenden Anteile beträgt rund 320 Millionen US-Dollar (rund 220 Millionen Euro). TAOS ist im Bereich Lichtsensortechnologie tätig und liefert Displaymanagementlösungen für Hersteller von Smartphones, Tablets, High-Definition-Fernsehgeräten (HDTV) sowie Laptops und Notebooks.
Im Mai 2012 änderte austriamicrosystems seinen Markennamen in ams und vereinte damit die Marken austriamicrosystems und TAOS, den 2011 erworbenen Anbieter von Lichtsensoren. Weiters wurde in diesem Jahr auch die IDS Microchip AG erworben und in das Unternehmen integriert.
Am 13. Mai 2013 schied nach elf Jahren Unternehmensführung John Heugle als Vorstandsvorsitzender (CEO) mit sofortiger Wirkung aus. Kirk Laney, früherer CEO von TAOS Inc., wurde als interimistischer CEO des Unternehmens bestellt.
Am 4. Juni 2014 gab ams den Erwerb von 100 % der Anteile an AppliedSensor, dem branchenführenden Anbieter von halbleiterbasierten Gassensorlösungen, bekannt.
Am 25. Juni 2014 gab ams bekannt, eine Fusion unter Gleichen mit Dialog Semiconductor zu planen. Den Verwaltungsrat sollte dabei ams stellen, den Vorstandsvorsitz Dialog Semiconductor. Die Aktien des neuen Unternehmens sollten ausschließlich an der SIX Swiss Exchange gehandelt werden, eine Notierung an der Frankfurter Wertpapierbörse wie bisher bei Dialog Semiconductor sollte nicht erfolgen. Rechtlich gesehen hätte dabei ams Dialog Semiconductor übernehmen sollen. Am 22. Juli 2014 wurde bekannt, dass die Fusion gescheitert ist.
2015 erwarb ams den Geschäftsbereich CMOS-Sensoren von NXP und CMOSIS, einen führenden Anbieter von hochwertigen medizinischen CMOS-Bildsensoren.
2016 erfolgten weitere Akquisitionen von Cambridge CMOS Sensors Ltd (CCMOSS), dem Technologieführer bei Micro-Hotplate-Strukturen für Gasmessung und Infrarot-Anwendungen, MAZeT, einem Spezialisten für Farb- und Spektralsensorsysteme, Heptagon, dem führenden Anbieter für hochwertiges optisches Packaging, und Incus Laboratories Ltd, einem privat gehaltenen Anbieter von IP für digitale aktive Hintergrundgeräuschunterdrückung in Kopf- und Ohrhörern mit Sitz in Großbritannien.
Im März 2017 erfolgte für 50 Millionen US-Dollar die Übernahme von Princeton Optronics, einem US-amerikanischen Produzenten von Sensoren und Oberflächenemittern (VCSEL).

### Ab 2019
2019 machte die ams AG Schlagzeilen mit der Übernahme des deutschen Leuchtmittelherstellers Osram. Im Sommer 2019 planten die US-Investitionsunternehmen Bain und Advent gemeinsam die Übernahme des in finanzielle Probleme geratenen Unternehmens. Das Angebot der beiden US-Unternehmen belief sich auf 35 € pro Aktie, notwendig für die Übernahme wäre der Kauf von 70 % der Aktien gewesen. Im September 2019 legte auch die ams AG ein Angebot für die Übernahme vor. 38,50 € je Aktie wurden geboten, ams senkte außerdem die Annahmeschwelle auf 62,50 %. Nach anfänglichen Bedenken und Widerstand der Gewerkschaft entschied sich die Osram-Führung, ihren Aktionären das Angebot der ams AG zu empfehlen. Dennoch verpasste das Angebot der ams die Annahmeschwelle.
Wenig später entschied man sich jedoch für einen erneuten Anlauf, Osram zu übernehmen. Diesmal betrug das Angebot 41 € je Aktie, die Annahmeschwelle war mit 55 % erneut gesenkt worden. Am 6. Dezember 2019 verkündete die ams AG, dass ihr innerhalb der Frist 55 % der Aktien angedient wurden und die Übernahme somit geschafft ist. Die endgültige Annahmequote betrug am Ende der Annahmefrist 59,9 %. Am 6. Juli 2020 erlaubte die EU die Osram-Übernahme ohne Auflagen und hatte keine Wettbewerbsbedenken.
Im Jahr 2020 übernahm die ams AG die Mehrheit der OSRAM Licht AG und hielt rund 71 Prozent der Aktien. Im Jahr 2021 wurde die Integration der beiden Unternehmen abgeschlossen. In der Folge begann ams OSRAM unter dem gemeinsamen Markennamen zu operieren.

## Eigentümerstruktur
Das Grundkapital von ams-OSRAM beträgt EUR 998.443.940 und ist eingeteilt in 99.844.394 auf den Inhaber lautende Stückaktien mit einem rechnerisch anteiligen Betrag am Grundkapital von EUR 10,00 je ams-OSRAM-Aktie. Zum 31. Dezember 2024 hielt ams OSRAM 919.602 eigene Aktien, dies entspricht einem Anteil am Grundkapital von 0,92 %.
Die ams-OSRAM ist seit dem 17. Mai 2004 am Hauptsegment der SIX Swiss Exchange börsennotiert (Valorennummer: 24924656; ISIN: AT0000A3EPA4). Unter dieser ISIN werden die Aktien der ams-OSRAM auch über das Vienna MTF der Wiener Börse gehandelt.